# Nowosiele (obwód brzeski)
Nowosiele (biał. Наваселле; ros. Новоселье) – wieś na Białorusi, w obwodzie brzeskim, w rejonie pińskim, w sielsowiecie Stawek.
Dawniej wieś i folwark. W dwudziestoleciu międzywojennym leżały w Polsce, w województwie poleskim, w powiecie pińskim, do 18 kwietnia 1928 w gminie Stawek, następnie w gminie Pinkowicze. Po II wojnie światowej w granicach Związku Sowieckiego. Od 1991 w niepodległej Białorusi.